# Benjamin Seebohm Rowntree
Benjamin Seebohm Rowntree né à York le 7 juillet 1871 et mort le 7 octobre 1954 est un industriel anglais qui fut à la tête d'une entreprise prospère. il a aussi été un analyste concret et un combattant de la pauvreté. Surnommé par ses contemporains « Einstein du Welfare State » (l'État-providence), il conseille le chancelier de l'Échiquier David Lloyd George et le Parti libéral (Royaume-Uni).

## Formation initiale
Benjamin Seebohm Rowntree est le 3e enfant de Joseph Rowntree et d'Emma Seebohm. Joseph Rowntree est un industriel prospère et atypique de la ville d'York : Il avait conduit dans les années 1860 deux études importantes sur le thème de la pauvreté en Angleterre. Benjamin reçoit une éducation au pensionnat quaker d'York et au College Owen de Manchester. En 1897, il entre dans l'entreprise familiale avec le rang de directeur. Suivant l'exemple de son père, Benjamin Seebohm Rowntree partage l'idée qu'il doit faire quelque-chose pour aider les pauvres et les déshérités. Il enseigne le dimanche à l'école pour adultes d'York et visite ses élèves à leur domicile. Cela lui confère rapidement une excellente connaissance de leurs difficultés.

## «Pauvreté primaire» et «pauvreté secondaire»
Inspiré par les études menées par son père, ainsi que celles de Charles Booth, il décide de réaliser ses propres investigations sur la pauvreté dans la ville d'York. Au bout de deux années, il publie en 1901 ses résultats : « Pauvreté, une étude de la vie Urbaine ». 

Rowntree y distingue les familles souffrant de pauvreté « primaire » de celles qui sont affectées par une pauvreté « secondaire » :
- La pauvreté « primaire » est celle des familles qui n'ont pas les revenus économiques suffisants pour assurer leur subsistance
- La pauvreté « secondaire » est celle de familles qui auraient les revenus économiques suffisants mais qui les dilapident dans des dépenses inutiles et déraisonnables (par exemple l'alcool ou le jeu...)

Outre l'apport de nombreuses données statistiques sur les salaires, horaires de travail, besoins nutritionnels, consommation alimentaire, Santé et Logement, l'étude porte une dénonciation de l'impuissance du système capitaliste et soutient l'urgence de nouvelles mesures pour remédier aux problèmes du chômage, de la vieillesse et de la maladie.

## Rencontre avec Loyd George
Rowntree est un fervent partisan du Parti libéral et souhaite que ses conclusions soient intégrées dans le programme du parti. Il rencontre David Lloyd George alors président du Board of Trade et en devient l'ami. Devenu Chancelier de l'Echiquier l'année suivante, David Lloyd George introduit une série de réformes influencées par Benjamin Seebohm Rowntree : Old Age Pensions Act en 1908, National Insurance Act en 1911.
David Lloyd George demande également à Rowntree une étude sur la condition rurale en Angleterre. Le rapport est publié en 1913 : « La Terre », où est préconisée une augmentation de la taille des petites propriétés dans le but d'accroitre l'efficience et la productivité agricoles. La même année, Rowntree publie une autre étude, basée sur un échantillon de 52 familles agricoles : « Conditions de vie des fermiers ».

## Réforme sociale dans l'entreprise
- Seebohm Rowntree est convaincu que les ouvriers en bonne santé et bien nourris sont des ouvriers efficaces et productifs. Avec son père, il réforme l'entreprise familiale et augmente les salaires de leurs 4 000 employés. Allant jusqu'à dire que les employeurs qui n'offrent pas des salaires décents devraient être exclus de l'activité en raison de leur comportement néfaste « pour l'économie nationale et l'humanité ».
- Dans son ouvrage « Les besoins humains du Travail » (1918), il développe une argumentation forte en faveur d'un salaire minimum édicté par la puissance publique ainsi que l'introduction d'Allocations familiales.
- Dans « Le facteur humain dans les affaires » (1921) il presse les employeurs de l'industrie d'abandonner leurs styles de management à tendance autocratique. Mais peu d'entre eux suivent son exemple de démocratie industrielle via les « Works Councils ».

## Pauvreté et Chômage
Dans les années 1930, Seebohm Rowntree entreprend une nouvelle série d'études sur la ville de York. Le compte rendu des travaux («Progress and Poverty» 1941) montre que :
- Le taux de pauvreté dans la ville a été réduit de 50 %.
- La cause principale de la pauvreté dans les années 1930 réside dans le chômage alors que dans les années 1890, les bas salaires sont l'explication première.
- Il reste cependant encore beaucoup à faire. Et les conclusions de ce rapport vont influencer les Gouvernements travaillistes d'après-guerre.

## «L'Einstein du Welfare State»
Rowntree publie en 1951 une troisième étude sur la Ville d'York : « Pauvreté et État providence » . Il fait état de ce que les politiques des gouvernements travaillistes entre 1945 et 1951 ont remédié aux pires aspects de la pauvreté qu'il avait relevés dans ses études précédentes.